# Grand Prix Brazylii 2016
Grand Prix Brazylii 2016 (oficjalnie Formula One Grande Prêmio do Brasil 2016) – dwudziesta eliminacja Mistrzostw Świata Formuły 1 w sezonie 2016. Grand Prix odbyło się w dniach 11–13 listopada 2016 roku na torze Autódromo José Carlos Pace w São Paulo.

## Lista startowa
Źródło: Wyprzedź Mnie!
| Nr | Kierowca          | Zespół                        | Samochód               | Silnik                         | Opony |
| -- | ----------------- | ----------------------------- | ---------------------- | ------------------------------ | ----- |
| 3  | Daniel Ricciardo  | Red Bull Racing               | Red Bull RB12          | TAG Heuer 1.6T V6              | P     |
| 5  | Sebastian Vettel  | Scuderia Ferrari              | Ferrari SF16-H         | Ferrari 059/5 1.6T V6          | P     |
| 6  | Nico Rosberg      | Mercedes AMG Petronas F1 Team | Mercedes F1 W07 Hybrid | Mercedes PU106C Hybrid 1.6T V6 | P     |
| 7  | Kimi Räikkönen    | Scuderia Ferrari              | Ferrari SF16-H         | Ferrari 059/5 1.6T V6          | P     |
| 8  | Romain Grosjean   | Haas F1 Team                  | Haas VF-16             | Ferrari 059/5 1.6T V6          | P     |
| 9  | Marcus Ericsson   | Sauber F1 Team                | Sauber C35             | Ferrari 059/5 1.6T V6          | P     |
| 11 | Sergio Pérez      | Sahara Force India F1 Team    | Force India VJM09      | Mercedes PU106C Hybrid 1.6T V6 | P     |
| 12 | Felipe Nasr       | Sauber F1 Team                | Sauber C35             | Ferrari 059/5 1.6T V6          | P     |
| 14 | Fernando Alonso   | McLaren Honda                 | McLaren MP4-31         | Honda RA616H 1.6T V6           | P     |
| 19 | Felipe Massa      | Williams Martini Racing       | Williams FW38          | Mercedes PU106C Hybrid 1.6T V6 | P     |
| 20 | Kevin Magnussen   | Renault Sport Formula 1 Team  | Renault R.S.16         | Renault RE16 1.6T V6           | P     |
| 21 | Esteban Gutiérrez | Haas F1 Team                  | Haas VF-16             | Ferrari 059/5 1.6T V6          | P     |
| 22 | Jenson Button     | McLaren Honda                 | McLaren MP4-31         | Honda RA616H 1.6T V6           | P     |
| 26 | Daniił Kwiat      | Scuderia Toro Rosso           | Toro Rosso STR11       | Ferrari 059/4 1.6T V6          | P     |
| 27 | Nico Hülkenberg   | Sahara Force India F1 Team    | Force India VJM09      | Mercedes PU106C Hybrid 1.6T V6 | P     |
| 30 | Jolyon Palmer     | Renault Sport Formula 1 Team  | Renault R.S.16         | Renault RE2016 1.6T V6         | P     |
| 31 | Esteban Ocon      | Manor Racing MRT              | Manor MRT05            | Mercedes PU106C Hybrid 1.6T V6 | P     |
| 33 | Max Verstappen    | Red Bull Racing               | Red Bull RB12          | TAG Heuer 1.6T V6              | P     |
| 44 | Lewis Hamilton    | Mercedes AMG Petronas F1 Team | Mercedes F1 W07 Hybrid | Mercedes PU106C Hybrid 1.6T V6 | P     |
| 46 | Siergiej Sirotkin | Renault Sport Formula 1 Team  | Renault R.S.16         | Renault RE2016 1.6T V6         | P     |
| 50 | Charles Leclerc   | Haas F1 Team                  | Haas VF-16             | Ferrari 059/5 1.6T V6          | P     |
| 55 | Carlos Sainz Jr.  | Scuderia Toro Rosso           | Toro Rosso STR11       | Ferrari 059/4 1.6T V6          | P     |
| 77 | Valtteri Bottas   | Williams Martini Racing       | Williams FW37          | Mercedes PU106C Hybrid 1.6T V6 | P     |
| 94 | Pascal Wehrlein   | Manor Racing MRT              | Manor MRT05            | Mercedes PU106C Hybrid 1.6T V6 | P     |
| Nr | Kierowca          | Zespół                        | Samochód               | Silnik                         | Opony |

## Wyniki

### Sesje treningowe
Źródło: Wyprzedź Mnie!
| Sesja | Nr | Kierowca       | Konstruktor | Czas     | Okr. |
| ----- | -- | -------------- | ----------- | -------- | ---- |
| 1     | 44 | Lewis Hamilton | Mercedes    | 1:11,895 | 32   |
| 2     | 44 | Lewis Hamilton | Mercedes    | 1:12,271 | 41   |
| 3     | 6  | Nico Rosberg   | Mercedes    | 1:11,740 | 19   |

### Kwalifikacje
Źródło: Wyprzedź Mnie!
| Poz. | Nr | Kierowca          | Konstruktor          | Q1       | Q2       | Q3       | Poz. s. |
| --- | --- | ----------------- | -------------------- | -------- | -------- | -------- | ------- |
| 1 | 44 | Lewis Hamilton    | Mercedes             | 1:11,511 | 1:11,238 | 1:10,736 | 1       |
| 2 | 6 | Nico Rosberg      | Mercedes             | 1:11,815 | 1:11,373 | 1:10,838 | 2       |
| 3 | 7 | Kimi Räikkönen    | Ferrari              | 1:12,100 | 1:12,301 | 1:11,404 | 3       |
| 4 | 33 | Max Verstappen    | Red Bull–TAG Heuer   | 1:11,957 | 1:11,834 | 1:11,485 | 4       |
| 5 | 5 | Sebastian Vettel  | Ferrari              | 1:12,159 | 1:12,010 | 1:11,495 | 5       |
| 6 | 3 | Daniel Ricciardo  | Red Bull–TAG Heuer   | 1:12,409 | 1:12,047 | 1:11,540 | 6       |
| 7 | 8 | Romain Grosjean   | Haas–Ferrari         | 1:12,893 | 1:12,343 | 1:11,937 | 7       |
| 8 | 27 | Nico Hülkenberg   | Force India–Mercedes | 1:12,428 | 1:12,360 | 1:12,104 | 8       |
| 9 | 11 | Sergio Pérez      | Force India–Mercedes | 1:12,684 | 1:12,331 | 1:12,165 | 9       |
| 10 | 14 | Fernando Alonso   | McLaren–Honda        | 1:12,700 | 1:12,312 | 1:12,266 | 10      |
| 11 | 77 | Valtteri Bottas   | Williams–Mercedes    | 1:12,680 | 1:12,420 | –        | 11      |
| 12 | 21 | Esteban Gutiérrez | Haas–Ferrari         | 1:13,052 | 1:12,431 | –        | 12      |
| 13 | 19 | Felipe Massa      | Williams–Mercedes    | 1:12,432 | 1:12,521 | –        | 13      |
| 14 | 26 | Daniił Kwiat      | Toro Rosso–Ferrari   | 1:13,071 | 1:12,726 | –        | 14      |
| 15 | 55 | Carlos Sainz Jr.  | Toro Rosso–Ferrari   | 1:12,950 | 1:12,920 | –        | 15      |
| 16 | 30 | Jolyon Palmer     | Renault              | 1:13,259 | 1:13,258 | –        | 16      |
| 17 | 22 | Jenson Button     | McLaren–Honda        | 1:13,276 | –        | –        | 17      |
| 18 | 20 | Kevin Magnussen   | Renault              | 1:13,410 | –        | –        | 18      |
| 19 | 94 | Pascal Wehrlein   | MRT–Mercedes         | 1:13,427 | –        | –        | 19      |
| 20 | 31 | Esteban Ocon      | MRT–Mercedes         | 1:13,432 | –        | –        | 22      |
| 21 | 9 | Marcus Ericsson   | Sauber–Ferrari       | 1:13,623 | –        | –        | 20      |
| 22 | 12 | Felipe Nasr       | Sauber–Ferrari       | 1:13,681 | –        | –        | 21      |
| Poz. | Nr | Kierowca          | Konstruktor          | Q1       | Q2       | Q3       | Poz. s. |
| \| Legenda \| Legenda \| \| ------------------------ \| ---------------------------------------------------------------------------------------------------------------------------------------------------------------------------------------------------------------------------------------------------------------- \| \| Poz. Nr Q1 Q2 Q3 Poz. s. \| Pozycja zajęta w sesji kwalifikacyjnej Numer startowy kierowcy Wynik uzyskany w pierwszej części kwalifikacji Wynik uzyskany w drugiej części kwalifikacji Wynik uzyskany w trzeciej części kwalifikacji Pozycja startowa po uwzględnięniu kar, przesunięć, itp. \| | |                   |                      |          |          |          |         |
| Legenda | |                   |                      |          |          |          |         |
| Poz. Nr Q1 Q2 Q3 Poz. s. | Pozycja zajęta w sesji kwalifikacyjnej Numer startowy kierowcy Wynik uzyskany w pierwszej części kwalifikacji Wynik uzyskany w drugiej części kwalifikacji Wynik uzyskany w trzeciej części kwalifikacji Pozycja startowa po uwzględnięniu kar, przesunięć, itp. |                   |                      |          |          |          |         |

### Wyścig
Źródło: Wyprzedź Mnie!
| P                                                     | + / –     | Nr | Kierowca          | Konstruktor          | Okr. | Czas / Strata | Komentarz         |
| ----------------------------------------------------- | --------- | -- | ----------------- | -------------------- | ---- | ------------- | ----------------- |
| 1                                                     | Bez zmian | 44 | Lewis Hamilton    | Mercedes             | 71   | 3:01:01,335   |                   |
| 2                                                     | Bez zmian | 6  | Nico Rosberg      | Mercedes             | 71   | +0:11,455     |                   |
| 3                                                     | 1         | 33 | Max Verstappen    | Red Bull–TAG Heuer   | 71   | +0:21,481     |                   |
| 4                                                     | 5         | 11 | Sergio Pérez      | Force India–Mercedes | 71   | +0:25,346     |                   |
| 5                                                     | Bez zmian | 5  | Sebastian Vettel  | Ferrari              | 71   | +0:26,334     |                   |
| 6                                                     | 9         | 55 | Carlos Sainz Jr.  | Toro Rosso–Ferrari   | 71   | +0:29,160     |                   |
| 7                                                     | 1         | 27 | Nico Hülkenberg   | Force India–Mercedes | 71   | +0:29,827     |                   |
| 8                                                     | 2         | 3  | Daniel Ricciardo  | Red Bull–TAG Heuer   | 71   | +0:30,486     | [ b ]             |
| 9                                                     | 12        | 12 | Felipe Nasr       | Sauber–Ferrari       | 71   | +0:42,620     |                   |
| 10                                                    | Bez zmian | 14 | Fernando Alonso   | McLaren–Honda        | 71   | +0:44,432     |                   |
| 11                                                    | Bez zmian | 77 | Valtteri Bottas   | Williams–Mercedes    | 71   | +0:45,292     |                   |
| 12                                                    | 10        | 31 | Esteban Ocon      | MRT–Mercedes         | 71   | +0:45,809     |                   |
| 13                                                    | 1         | 26 | Daniił Kwiat      | Toro Rosso–Ferrari   | 71   | +0:51,192     |                   |
| 14                                                    | 4         | 20 | Kevin Magnussen   | Renault              | 71   | +0:51,555     |                   |
| 15                                                    | 4         | 94 | Pascal Wehrlein   | MRT–Mercedes         | 71   | +1:00,498     |                   |
| 16                                                    | 1         | 22 | Jenson Button     | McLaren–Honda        | 71   | +1:21,994     |                   |
| Niesklasyfikowani                                     |           |    |                   |                      |      |               |                   |
|                                                       |           | 21 | Esteban Gutiérrez | Haas–Ferrari         | 60   | +11 okr.      | elektryka         |
|                                                       |           | 19 | Felipe Massa      | Williams–Mercedes    | 48   | +25 okr.      | wypadek           |
|                                                       |           | 30 | Jolyon Palmer     | Renault              | 20   | +51 okr.      | kolizja z Kwiatem |
|                                                       |           | 7  | Kimi Räikkönen    | Ferrari              | 19   | +52 okr.      | wypadek           |
|                                                       |           | 9  | Marcus Ericsson   | Sauber–Ferrari       | 11   | +60 okr.      | wypadek           |
| Nie wystartowali / niedopuszczeni do ponownego startu |           |    |                   |                      |      |               |                   |
|                                                       |           | 8  | Romain Grosjean   | Haas–Ferrari         | 0    |               | wypadek           |
| P                                                     | + / –     | Nr | Kierowca          | Konstruktor          | Okr. | Czas / Strata | Komentarz         |

### Najszybsze okrążenie
Źródło: Wyprzedź Mnie!
| Nr | Kierowca       | Konstruktor        | Czas     | Okr. |
| -- | -------------- | ------------------ | -------- | ---- |
| 33 | Max Verstappen | Red Bull–TAG Heuer | 1:25,305 | 67   |

## Prowadzenie w wyścigu
Źródło: Racing–Reference.info
| Nr                              | Kierowca       | Okrążenia | Suma |
| ------------------------------- | -------------- | --------- | ---- |
| 44                              | Lewis Hamilton | 1-71      | 71   |
| \| Wykres \| \| ------ \| \| \| |                |           |      |
| Wykres                          |                |           |      |
|                                 |                |           |      |

## Klasyfikacja po zakończeniu wyścigu

### Kierowcy
| P  | +/− | Kierowca          | Starty | Punkty | P1 | P2 | P3 | PP | NO | NS |
| -- | --- | ----------------- | ------ | ------ | -- | -- | -- | -- | -- | -- |
| 1  | 0   | Nico Rosberg      | 20     | 367    | 9  | 4  | 2  | 8  | 6  | 1  |
| 2  | 0   | Lewis Hamilton    | 20     | 355    | 9  | 3  | 4  | 11 | 3  | 2  |
| 3  | 0   | Daniel Ricciardo  | 20     | 246    | 1  | 4  | 3  | 1  | 4  | –  |
| 4  | 0   | Sebastian Vettel  | 19     | 197    | –  | 3  | 3  | –  | 2  | 3  |
| 5  | +1  | Max Verstappen    | 20     | 192    | 1  | 4  | 2  | –  | 1  | 3  |
| 6  | −1  | Kimi Räikkönen    | 20     | 178    | –  | 2  | 2  | –  | 1  | 4  |
| 7  | 0   | Sergio Pérez      | 20     | 97     | –  | –  | 2  | –  | –  | –  |
| 8  | 0   | Valtteri Bottas   | 20     | 85     | –  | –  | 1  | –  | –  | 1  |
| 9  | 0   | Nico Hülkenberg   | 20     | 66     | –  | –  | –  | –  | 1  | 4  |
| 10 | 0   | Fernando Alonso   | 19     | 53     | –  | –  | –  | –  | 1  | 3  |
| 11 | 0   | Felipe Massa      | 20     | 51     | –  | –  | –  | –  | –  | 3  |
| 12 | 0   | Carlos Sainz Jr.  | 20     | 46     | –  | –  | –  | –  | –  | 3  |
| 13 | 0   | Romain Grosjean   | 18     | 29     | –  | –  | –  | –  | –  | 3  |
| 14 | 0   | Daniił Kwiat      | 19     | 25     | –  | –  | 1  | –  | 1  | 4  |
| 15 | 0   | Jenson Button     | 20     | 21     | –  | –  | –  | –  | –  | 5  |
| 16 | 0   | Kevin Magnussen   | 20     | 7      | –  | –  | –  | –  | –  | 3  |
| 17 | +5  | Felipe Nasr       | 20     | 2      | –  | –  | –  | –  | –  | 4  |
| 18 | −1  | Jolyon Palmer     | 19     | 1      | –  | –  | –  | –  | –  | 5  |
| 19 | −1  | Pascal Wehrlein   | 20     | 1      | –  | –  | –  | –  | –  | 5  |
| 20 | −1  | Stoffel Vandoorne | 1      | 1      | –  | –  | –  | –  | –  | –  |
| 21 | −1  | Esteban Gutiérrez | 20     | 0      | –  | –  | –  | –  | –  | 5  |
| 22 | −1  | Marcus Ericsson   | 20     | 0      | –  | –  | –  | –  | –  | 5  |
| 23 | +1  | Esteban Ocon      | 8      | 0      | –  | –  | –  | –  | –  | –  |
| 24 | −1  | Rio Haryanto      | 12     | 0      | –  | –  | –  | –  | –  | 3  |
| P  | +/− | Kierowca          | Starty | Punkty | P1 | P2 | P3 | PP | NO | NS |

### Konstruktorzy
| P  | +/− | Konstruktor               | Starty | Punkty | P1 | P2 | P3 | PP | NO | NS |
| -- | --- | ------------------------- | ------ | ------ | -- | -- | -- | -- | -- | -- |
| 1  | 0   | Mercedes                  | 40     | 722    | 18 | 7  | 6  | 19 | 9  | 3  |
| 2  | 0   | Red Bull Racing TAG Heuer | 39     | 446    | 2  | 8  | 6  | 1  | 5  | 2  |
| 3  | 0   | Ferrari                   | 39     | 375    | –  | 5  | 5  | –  | 3  | 7  |
| 4  | 0   | Force India Mercedes      | 40     | 163    | –  | –  | 2  | –  | 1  | 4  |
| 5  | 0   | Williams Mercedes         | 40     | 136    | –  | –  | 1  | –  | –  | 4  |
| 6  | 0   | McLaren Honda             | 40     | 75     | –  | –  | –  | –  | 1  | 8  |
| 7  | 0   | Toro Rosso Ferrari        | 40     | 63     | –  | –  | –  | –  | 1  | 8  |
| 8  | 0   | Haas Ferrari              | 38     | 29     | –  | –  | –  | –  | –  | 8  |
| 9  | 0   | Renault                   | 39     | 8      | –  | –  | –  | –  | –  | 8  |
| 10 | +1  | Sauber Ferrari            | 40     | 2      | –  | –  | –  | –  | –  | 9  |
| 11 | −1  | MRT Mercedes              | 40     | 1      | –  | –  | –  | –  | –  | 8  |
| P  | +/− | Kierowca                  | Starty | Punkty | P1 | P2 | P3 | PP | NO | NS |